# Helichrysum
 Helichrysum  Mill., 1754 è un genere di piante angiosperme dicotiledoni della famiglia delle Asteraceae (sottofamiglia Asteroideae, tribù Gnaphalieae e sottotribù Gnaphaliinae).

## Etimologia
Il nome del genere deriva da due parole greche: "helios" (sole) e "chrysos" (oro), sia perché ogni capolino di colore giallo brillante (soprattutto delle brattee involucrali) ricorda il sole, sia perché la pianta, molto frugale, vive in luoghi assolati, dalla costa fino all'alta collina. Helichrysum è anche il nome di una specie locale di Asteraceae. In tempi moderni è stato proposto dal botanico francese Sébastien Vaillant (1669 – 1722).
Il nome scientifico del genere è stato definito dal botanico Philip Miller (1691-1771) nella pubblicazione "The Gardeners Dictionary: containing the methods of cultivating and improving all sorts of trees, plants, and flowers, for the kitchen, fruit, and pleasure gardens, as also those which are used in medicine : with directions for the culture of vineyards, and making of wine in England : in which likewise are included the practical parts of husbandry ...4th ed., corrected and enlarged. London" (Gard. Dict. Abr., ed. 4. [462]) del 1754.

## Descrizione

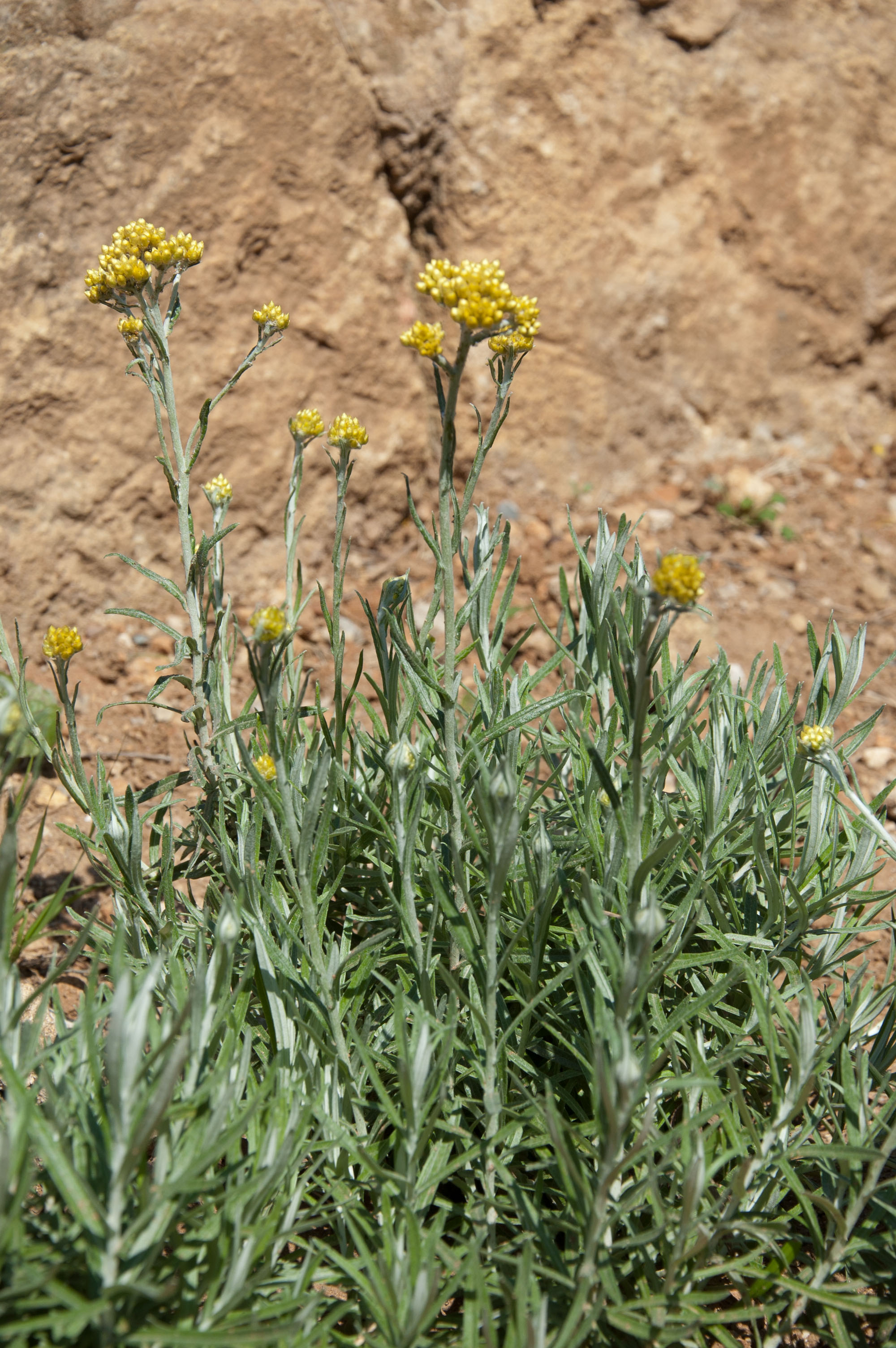
Il portamento
Helichrysum hyblaeum

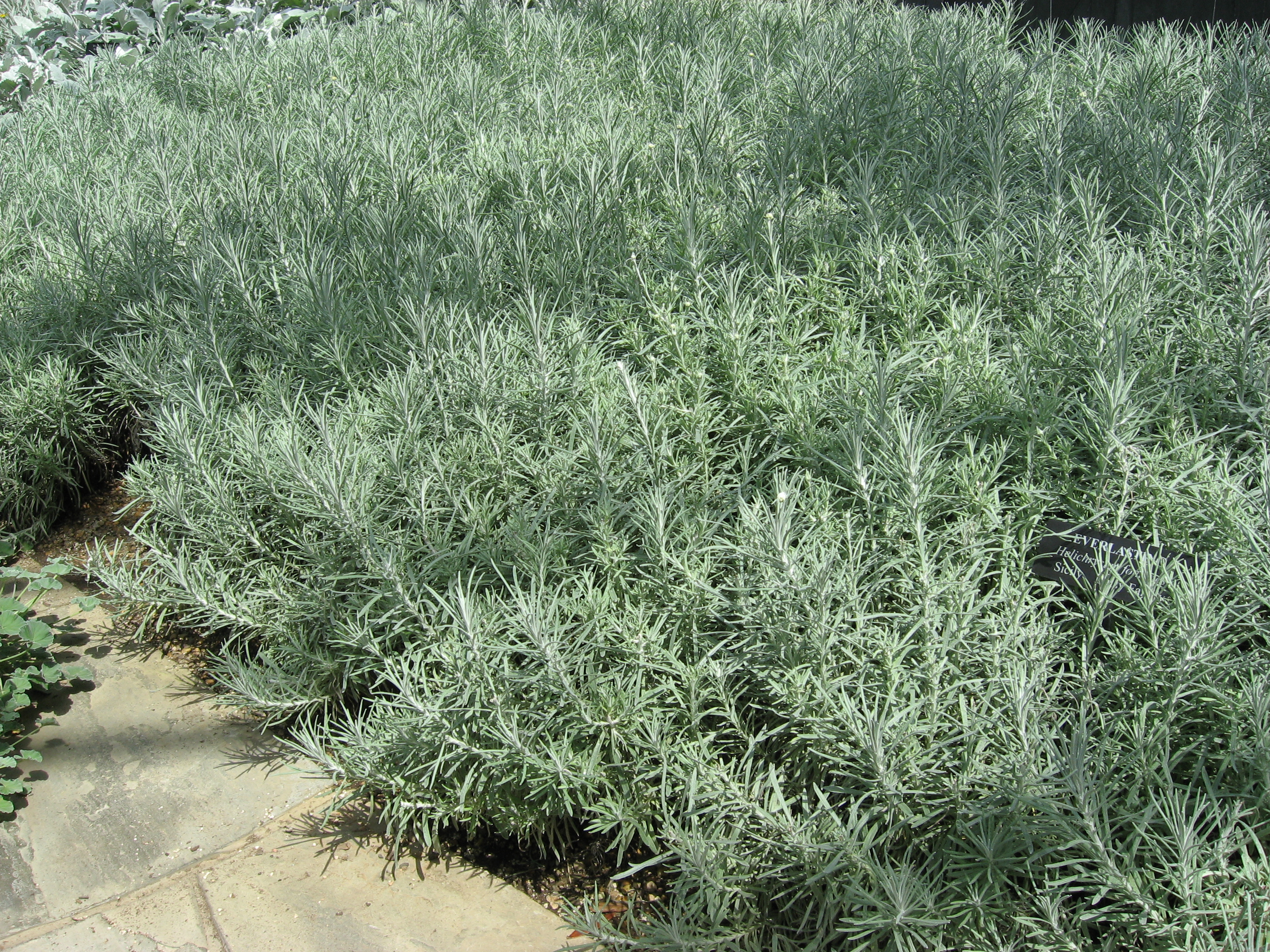
Le foglie
Helichrysum pendulum

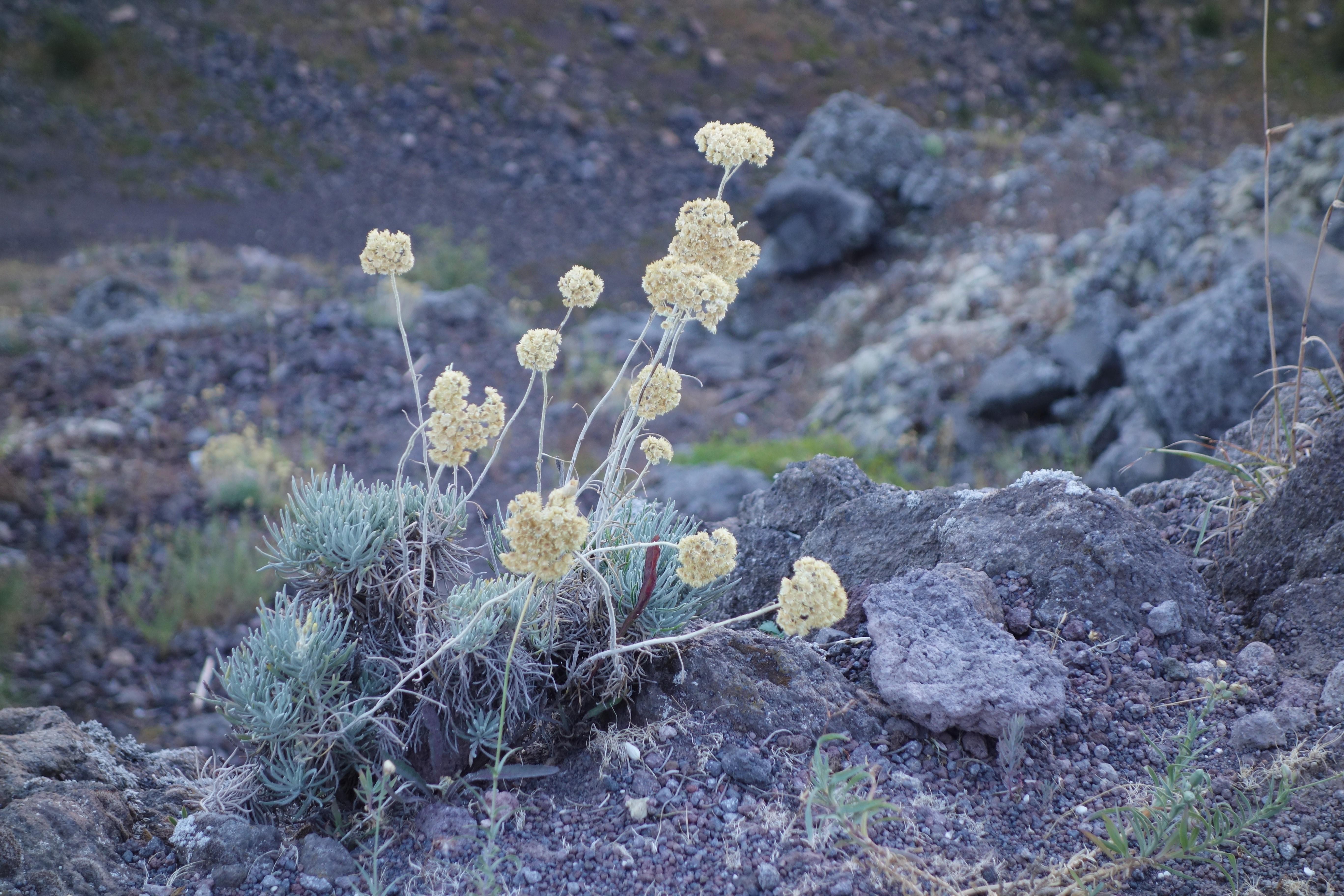
Infiorescenza
Helichrysum litoreum

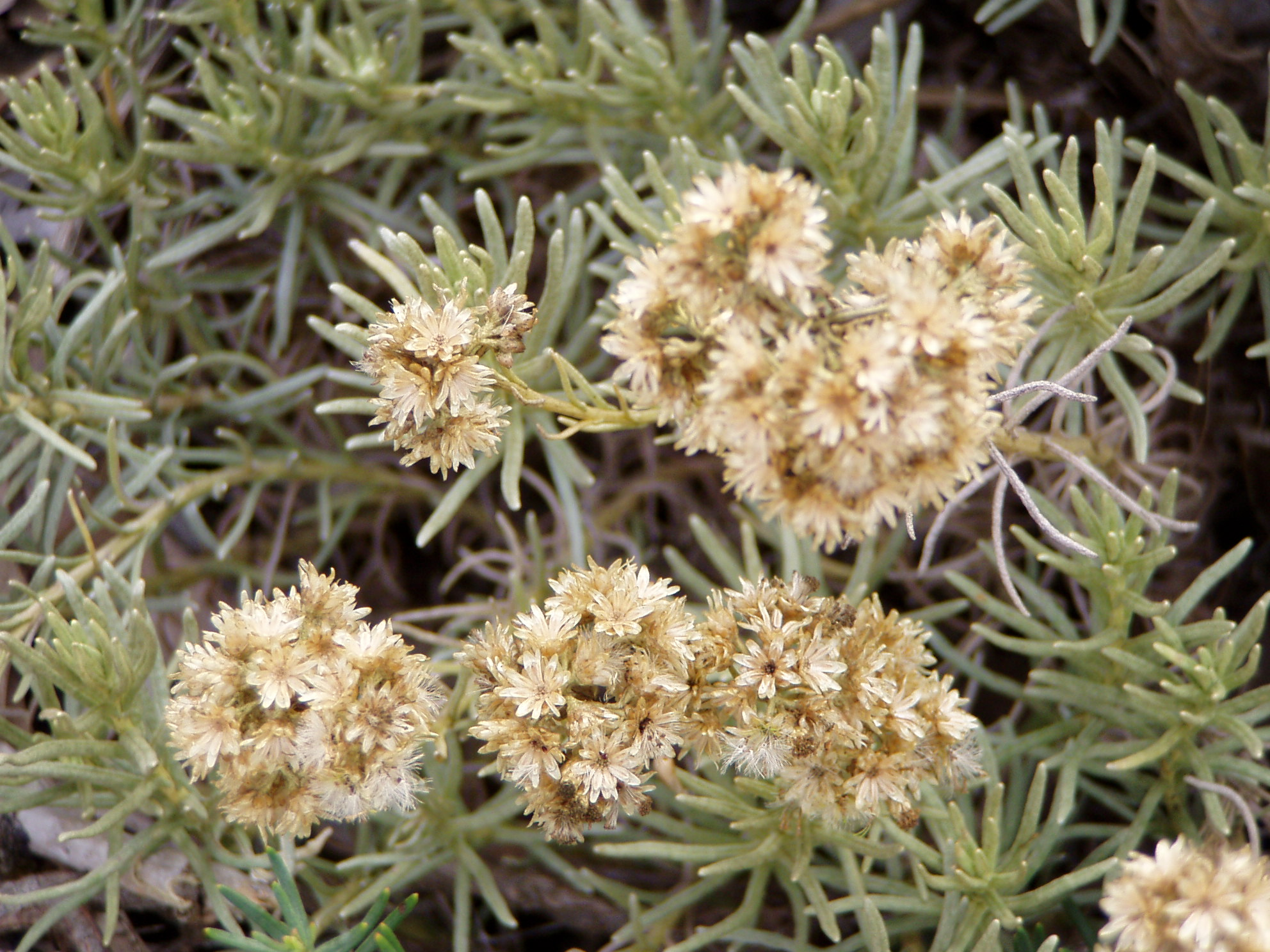
I fiori
Helichrysum italicum

Portamento. Le specie di questo genere hanno un habitus di tipo erbaceo annuale o perenne, talvolta anche sub-arbustivo, raramente legnoso. Alcune piante sono aromatiche. I cauli sono provvisti del floema, ma non di canali resiniferi; mentre i sesquiterpeni lattoni sono normalmente assenti (piante senza lattice).
Fusto. La parte aerea in genere è eretta, decombente o procombente (i rami si piegano verso la terra). Normalmente il fusto è unico densamente ramoso. La superficie è lanoso-tomentosa, solitamente anche stipitata o sessile-ghiandolare. La parte ipogea è provvista di una modesta radice a fuso e numerose radichette, da cui partono vari fusticini ramosi. Altezza media 20 – 80 cm (raramente superano il metro).
Foglie. Le foglie, cauline, in genere sono disposte in modo alternato e sono sessili o picciolate. La lamina è intera con forme generalmente da strette (lineari) e piatte a spatolate o lanceolate; i margini sono continui (a volte revoluti). Spesso la superficie è tomentosa o lanosa (a volte anche stipitata o sessile-ghiandolare). Le facce sono concolori o bicolori, solitamente da grigie a bianche e tomentose o sericee; quelle adassiali a volte sono verdastre e glabre.
Infiorescenza. Le sinflorescenze sono composte da diversi capolini raccolti in formazioni corimbose (raramente sono solitari). Le infiorescenze vere e proprie sono formate da un capolino terminale peduncolato di tipo discoide (con fiori omogami) o disciforme (con fiori eterogami). Raramente sono presenti capolini radiati (o sub-radiati). I capolini sono formati da un involucro, con forme più o meno campanulata, composto da diverse brattee, al cui interno un ricettacolo fa da base ai fiori. Le brattee, colorate di bruno, giallo, rosa o bianco, a consistenza cartacea e lucide (a volte chitinose), sono disposte in modo più o meno embricato su 3 - 5 serie e sono libere o connate alla base (gli strati di stereoma sono divisi o indivisi);  talora possono avere un margine ialino. Il ricettacolo è nudo, ossia senza pagliette (raramente ne è provvisto) a protezione della base dei fiori; la forma è piatta. Dimensione dell'involucro 4 – 8 mm.
Fiori. I fiori sono tetra-ciclici (formati cioè da 4 verticilli: calice – corolla – androceo – gineceo) e pentameri (calice e corolla formati da 5 elementi). Sono inoltre tubulosi, attinomorfi e si distinguono in:
- fiori del disco esterni (da 1 a 2): sono femminili e filiformi o sub-radiati; oppure sono assenti;
- fiori del disco centrali (da 3 a 50): sono ermafroditi.

I fiori radiati (ligulati o del raggio) sono assenti; a volte sono confusi con i fiori femminili (tubulosi) del disco esterno più o meno sub-zigomorfi con un lembo piatto e possono essere interpretati come fiori del raggio.
- Formula fiorale:

*/x K {\displaystyle \infty }, [C (5), A (5)], G 2 (infero), achenio
- Calice: i sepali del calice sono ridotti ad una coroncina di squame.
- Corolla: la forma della corolla normalmente è tubolare con 5 lobi (raramente 4); i lobi hanno una forma deltata o più o meno lanceolata. I colori della corolla sono generalmente giallo (quelli interni) e bianco (quelli esterni).
- Androceo: l'androceo è formato da 5 stami sorretti da filamenti generalmente liberi; gli stami sono connati e formano un manicotto circondante lo stilo; le teche (produttrici del polline) sono prive di sperone, ma hanno la coda (una sola); le appendici apicali delle antere hanno delle piatte; il tessuto endoteciale (rivestimento interno dell'antera) è quasi sempre polarizzato (con due superfici distinte: una verso l'esterno e una verso l'interno). Il polline è di tipo echinato (con punte sporgenti) a forma sferica; è formato inoltre da due strati di ectesine, mentre lo strato basale è spesso e regolarmente perforato (tipo “gnafaloide”).[8]
- Gineceo: l'ovario è infero uniloculare formato da 2 carpelli. Lo stilo (il recettore del polline) è intero o biforcato con due stigmi nella parte apicale. Gli stigmi hanno una forma troncata; possono essere ricoperti da minute papille o avere dei penicilli apicali. Le superfici stigmatiche sono separate.[8]

I frutti sono acheni con pappo. Gli acheni sono piccoli a forma variabile da oblunga a obovoidale (o colonnare); la superficie è glabra o percorsa da peli lunghi o corti, clavati o doppi; il pericarpo può essere percorso longitudinalmente da 4 - 6 fasci vascolari o creste. Il pappo, prontamente caduco, in genere ridotto, è formato da una serie di 12 - 20 setole capillari (piumose o barbate; mai nella parte inferiore) connate o libere.

## Biologia
Impollinazione: tramite insetti (impollinazione entomogama tramite farfalle diurne e notturne).

Riproduzione: la fecondazione avviene fondamentalmente tramite l'impollinazione dei fiori.

Dispersione: i semi cadono a terra e vengono dispersi soprattutto da insetti come formiche (disseminazione mirmecoria). Un altro tipo di dispersione è zoocoria: gli uncini delle brattee dell'involucro (se presenti) si agganciano ai peli degli animali di passaggio che portano così i semi anche su lunghe distanze. Inoltre per merito del pappo il vento può trasportare i semi anche per alcuni chilometri (disseminazione anemocora).

## Distribuzione e habitat
Le specie di questo genere sono distribuite in Europa, Africa, Australia e Asia occidentale e centrale (dall'India alla Siberia occidentale). Fiorisce in estate ed è comune nelle zone pietrose e aride, sulle colline calcaree. Il genere probabilmente è di origine sudafricana; nel Cenozoico (Terziario) raggiunse l'areale del Mediterraneo.

## Tassonomia
La famiglia di appartenenza (Asteraceae o Compositae, nomen conservandum) è la più numerosa del mondo vegetale, comprende oltre 23.000 specie distribuite su 1.535 generi (secondo altre fonti, 22.750 specie e 1.530 generi). Una delle checklist più aggiornate elenca fino a 1.679 generi. Al 2021 la famiglia è divisa in 16 sottofamiglie; la sottofamiglia Asteroideae è una di queste e rappresenta l'evoluzione più recente di tutta la famiglia.

### Filogenesi
Il genere di questa voce è descritto nella tribù Gnaphalieae, una delle 21 tribù della sottofamiglia Asteroideae. Da un punto di vista filogenetico, la tribù Gnaphalieae fa parte del supergruppo (o sottofamiglia) "Asteroideae grade"; l'altro è il supergruppo "Non-Asteroideae" contenente il resto delle sottofamiglie delle Asteraceae. All'interno del supergruppo è vicina alle tribù Senecioneae, Calenduleae, Astereae e Anthemideae. La sottotribù Gnaphaliinae è caratterizzata da portamenti di vario tipo con specie ginomonoiche e monoiche, da foglie con margini interi, da capolini disciformi omogami o eterogami e raramente radiati (o subradiati), dallo stilo con rami troncati e superfici stigmatiche separate apicalmente, da acheni glabri o con tricomi allungati e pappo ridotto.
Il genere della specie di questa voce appartiene al clade Hap, un gruppo informale della sottotribù Gnaphaliinae che occupa una posizione più o meno "basale" ed è "fratello" ai cladi Flag e Australasian. Le specie di questo clade sono caratterizzate dalla divisione dello stereoma sulle brattee involucrali (hanno la base libera) e differiscono dalle "gnaphalie s.s." per i pochi e piccoli capolini, con forme cilindriche e con poche serie di brattee involucrali. Il clade tuttavia rimane ancora largamente parafiletico.
Il genere Helichrysum comprende oltre 500 specie ed è il più grande delle Gnaphalieae. Nelle specie presenti in Italia il botanico modenese Adriano Fiori individua due distinte sezioni:
- "Virginea": le foglie sono piccole con forme piane e disposizioni embricate; i capolini sono solitari; le brattee involucrali sono bianche e raggianti; in questa sezione si trova unicamente la specie Helichrysum virgineum DC., 1838 (non presente in Italia allo stato spontaneo);
- Stoechadina": le foglie al margine sono revolute e non sono embricate; i capolini sono raccolti in corimbi; le brattee involucrali sono gialle e non raggianti; vi appartengono tutte le rimanenti specie della flora spontanea italiana.

Sandro Pignatti, nella pubblicazione "Flora d'Italia" (seconda edizione) ha diviso il genere (sempre in relazione alle specie presenti in Italia) in tre gruppi:
- A) I capolini sono lunghi quanto larghi, le piante sono gracili e le foglie sono molli (H. stoechas e H. hyblaeum).
- B) I capolini sono lunghi quanto larghi, le piante sono robuste e le foglie sono consistenti (Complesso di H. pendulum).

- B-1) le piante sono inodori, le foglie sono rigide ricoperte da un tomento fitto. (H. panormitanum, H. nebrodense, H. pendulum e H. archimedeum).
- B-2) le piante sono odorose, le foglie sono molli e poco tomentose (H. saxatile e H. errerae).

- C) I capolini sono più lunghi che larghi (H. litoreum, H. italicum).

(Per un approfondimento delle specie italiane vedi più avanti).
Hillard (1983) ha diviso questo largo ed eterogeneo genere in 30 gruppi morfologici, ma molti autori lo considerano un genere di tipo artificiale. La tassonomia di questo polimorfico, e probabilmente polifiletico, genere è complessa e non ancora risolta in modo soddisfacente. Alcune specie, come H.acuminatum e H.bracteatum, sono state trasferite nel 1991 nel genere Xerochrysum, rispettivamente come X. subundulatum e X. bracteatum. Nel 1989 varie specie di Helichrysum sono state riclassificate in Syncarpha. Le specie incluse in Pseudognaphalium invece sono probabilmente congeneriche di Helichrysum. Il genere nonostante queste varie riassegnazioni rimane ancora parafiletico.
Studi più recenti hanno individuato all'interno del genere diversi cladi/sezioni: il (1) clade africano (il più "basale" e originario di tutto il genere) e altri (2) cladi minori collegati all'Africa (Yemen e Oman-Iran). Un clade più recente è quello della (3) Macaronesia. Le specie delle Canarie tuttavia non formano un clade monofiletico, suggerendo che si siano verificati almeno due eventi di colonizzazione indipendenti. L'ultimo clade formatosi è quello dell'areale congiunto (4) Mediterraneo-Asia. All'interno di questo clade la sez. Stoechadina è monofiletico, mentre le sez. Elicriso e la sez. Virginia non lo sono. Si ipotizza che il genere, giunto nella regione mediterranea, si sia diversificato ed espanso ad est fino all'Asia occidentale e centrale e contemporaneamente abbia subito una riduzione del portamento legnoso.
Il cladogramma seguente, tratto dallo studio citato e semplificato, mostra una possibile configurazione filogenetica del gruppo "Hap clade" evidenziando il genere di questa voce.
|  | Galeomma oculus-cati     |
|  |                          |
|  | Helichrysum stoloniferum |
|  |                          |

|  | Pseudognaphalium                                                  |
|  |                                                                   |
|  | \| \| Anaphalis \| \| \| \| \| \| Helichrysum felinum \| \| \| \| |
|  |                                                                   |
|  | Anaphalis                                                         |
|  |                                                                   |
|  | Helichrysum felinum                                               |
|  |                                                                   |

|  | Anaphalis           |
|  |                     |
|  | Helichrysum felinum |
|  |                     |

|  | Pseudognaphalium                                                  |
|  |                                                                   |
|  | \| \| Anaphalis \| \| \| \| \| \| Helichrysum felinum \| \| \| \| |
|  |                                                                   |
|  | Anaphalis                                                         |
|  |                                                                   |
|  | Helichrysum felinum                                               |
|  |                                                                   |

|  | Anaphalis           |
|  |                     |
|  | Helichrysum felinum |
|  |                     |

|  | Galeomma oculus-cati     |
|  |                          |
|  | Helichrysum stoloniferum |
|  |                          |

|  | Pseudognaphalium                                                  |
|  |                                                                   |
|  | \| \| Anaphalis \| \| \| \| \| \| Helichrysum felinum \| \| \| \| |
|  |                                                                   |
|  | Anaphalis                                                         |
|  |                                                                   |
|  | Helichrysum felinum                                               |
|  |                                                                   |

|  | Anaphalis           |
|  |                     |
|  | Helichrysum felinum |
|  |                     |

|  | Pseudognaphalium                                                  |
|  |                                                                   |
|  | \| \| Anaphalis \| \| \| \| \| \| Helichrysum felinum \| \| \| \| |
|  |                                                                   |
|  | Anaphalis                                                         |
|  |                                                                   |
|  | Helichrysum felinum                                               |
|  |                                                                   |

|  | Anaphalis           |
|  |                     |
|  | Helichrysum felinum |
|  |                     |

I caratteri distintivi del genere  Helichrysum sono:
- sono presenti specie suffruticose;
- i fiori per capolino sono in genere più di 20 (quelli maschili sono poco numerosi);
- le antere all'apice hanno delle teche allargate.

Questo genere attualmente ha 556 specie. I numeri cromosomici delle specie di questo genere sono: 2n = 14, 16, 18, 28, 42, 48, 56 e 84.

### Specie della flora spontanea italiana
Il numero delle specie di Helichrysum presenti nella flora spontanea italiana è ancora fonte di dibattito:
- "Flora d'Italia" prima edizione: 11 taxa (6 specie con 5 varietà)[21]; seconda edizione: 20 taxa (11 specie con 9 sottospecie).[12]
- "An annotated checklist of the Italian Vascular Flora": 15 taxa (11 specie con 4 sottospecie).[22]
- Greuter. W. Med-Checklist (vol.2, 2008): 11 taxa (8 specie con 5 sottospecie).[12]
- Altri studi (Galbany Casals M. et al., 2006 e Herrando-Moraira S. et al., 2017): 7 taxa.[12]

Queste differenze sono dovute ad un marcato polimorfismo insieme ad areali ristretti. In questo caso le barriere geografiche ed ecologiche generano nelle singole popolazioni eventi di differenziazione morfologica causando a vari autori problemi di nomenclatura e diversa interpretazione tassonomica.
Specie di Helichrysum presenti nella flora spontanea italiana:
- Helichrysum archimedeum C.Brullo & Brullo, 2011
- Helichrysum errerae  Tineo, 1846
- Helichrysum hyblaeum  Brullo, 1995
- Helichrysum italicum  (Roth) G. Don, 1830
- Helichrysum litoreum  Guss., 1844
- Helichrysum nebrodense  Heldr., 1844
- Helichrysum panormitanum  Guss., 1844
- Helichrysum pendulum  C.Presl, 1826
- Helichrysum saxatile  Moris, 1843
- Helichrysum stoechas  (L.) Moench 1794

#### Visione sinottica del genere in Italia
L’elenco seguente utilizza in parte il sistema delle chiavi analitiche (vengono cioè indicate solamente le caratteristiche utili a distingue un taxon dall'altro):
- 1A: le foglie basali sono larghe meno di 2 mm con bordi molto revoluti (la lamina quasi non si vede);

- 2A: i capolini hanno forme variabili, da emisferici a campanulati (lunghi quanto larghi);

Helichrysum stoechas  (L.) Moench, 1794 - Perpetuini profumato: le piante sono aromatiche, perenni, alte 1 - 5 dm; i capolini hanno meno di 25 fiori lunghi più di 3,5 mm; la forma biologica è camefita suffruticosa (Ch suffr); il tipo corologico è Ovest Mediterraneo/Steno-Mediterraneo; l'habitat tipico sono le macchie e le garighe; in Italia è una specie rara e si trova in modo discontinuo su tutto il territorio fino a 1.000 m s.l.m..
Helichrysum stoechas  (L.) Moench, 1794 subsp. barrelieri (Ten.) Nyman, 1879 - Perpetuini di Barrelier: le piante sono poco aromatiche, perenni, alte 1 - 5 dm; i capolini hanno più di 25 fiori lunghi meno di 3,5 mm; la forma biologica è camefita suffruticosa (Ch suffr); il tipo corologico è Est Mediterraneo/Steno-Mediterraneo; l'habitat tipico sono le rocce calcaree e le garighe semirupestri; in Italia è una specie rara e si trova solamente in Calabria. Nella "Flora d'Italia" (seconda edizione) questa sottospecie è indicata come Helichrysum barrelieri (Ten.) Greuter.
- 2B: i capolini hanno delle forme variabili da conici a subcilindrici (più lunghi che larghi);

- 3A: le foglie inferiori sono lunghe più di 30 mm; i fiori sono colorati di giallo-aranciato;

Helichrysum litoreum Guss., 1844 - Perpetuini litoraneo: la pianta è perenne, alta 1 - 4 dm; la forma biologica è camefita suffruticosa (Ch suffr); il tipo corologico è Endemico (Tirrenico); l'habitat tipico sono le rupi marittime su calcare e vulcaniti; in Italia è una specie rara e si trova in modo discontinuo lungo la costa tirrenica.
- 3B: le foglie inferiori sono lunghe meno di 35 mm; i fiori sono colorati di giallo chiaro;

Helichrysum italicum (Roth) G. Don, 1830  - Perpetuini d'Italia: la pianta è un arbusto perenne alto 25 - 40 cm, con rami arcuato-ascendenti e foglie poco tomentose, con la pagina superiore verde; gli acheni sono densamente ricoperti di papille ghiandolose; la forma biologica è camefita suffruticosa (Ch suffr); il tipo corologico è Sud Europeo/Substeppico; l'habitat tipico sono le garighe, i prati aridi, i brecciai, le fiumare e le colate laviche; in Italia è una specie comune su tutto il territorio (manca in alcune zone alpine) fino a 800 m s.l.m..
Helichrysum italicum (Roth) G. Don, 1830  subsp. tyrrhenicum (Bacch., Brullo & Giusso) Herrando, J.M.Blanco, L.Sáez & Galbany, 2016: la pianta è un arbusto perenne alto 25 - 40 cm, con rami prostrato-diffusi e foglie totalmente tomentose; gli acheni sono sparsamente ricoperti di papille ghiandolose; la forma biologica è camefita suffruticosa (Ch suffr); il tipo corologico è Mediterraneo nesicolo; l'habitat tipico sono i suoli pietrosi; in Italia si trova in Sardegna ed è una specie comune fino a 1.800 m s.l.m.. Nella "Flora d'Italia" (seconda edizione) questa sottospecie è indicata come Helichrysum microphyllum (Willd.) Cambess. subsp. tyrrhenicum Bacch., Brullo & Giusso, 2005.
- 1B: le foglie basali sono larghe più di 2 mm con bordi poco revoluti;

- 4A: i capolini sono lunghi meno di 5 mm;

- 5A: le foglie basali sono più lunghe di 20 mm;

Helichrysum hyblaeum  Brullo, 1995 - Perpetuini degli Iblei: pianta perenne, con foglie più o meno glabre (verdi sulla faccia adassiale); la forma biologica è camefita suffruticosa (Ch suffr); il tipo corologico è Endemico; l'habitat tipico sono le praterie steppiche su calcare e marme; in Italia si trova in Sicilia.
Helichrysum nebrodense  Heldr., 1844 - Perpetuini delle Madonie: pianta perenne, alta 30 - 50 cm, con foglie totalmente tomentose su entrambe le facce; la forma biologica è camefita suffruticosa (Ch suffr); il tipo corologico è Endemico; l'habitat tipico sono le rupi, i macereti e i brecciai su calcare; in Italia si trova in Sicilia ed è una specie molto rara e si trova a quote comprese tra 1.200 e 1.800 m s.l.m..
- 5B: le foglie basali sono lunghe più di 20 mm;

Helichrysum stoechas  (L.) Moench, 1794 subsp. barrelieri (Ten.) Nyman, 1879: le foglie inferiori sono obovate; i capolini sono poco tomentosi alla base (vedi 2A). Nella "Flora d'Italia" (seconda edizione) questa sottospecie è indicata come Helichrysum conglobatum  Steud., 1840.
Helichrysum errerae  Tineo, 1846 - Perpetuini delle scogliere: pianta perenne con foglie inferiori lineari-spatolate; i capolini sono densamente tomentosi alla base; la forma biologica è camefita suffruticosa (Ch suffr); il tipo corologico è Endemico; l'habitat tipico sono le rupi; in Italia è una specie comune e si trova a Pantelleria fino a 500 m s.l.m..
- 4B: i capolini sono lunghi più di 5 mm;

Helichrysum stoechas  (L.) Moench, 1794 subsp. barrelieri (Ten.) Nyman, 1879: le foglie sono lunghe fino a 20 mm (vedi 2A). Nella "Flora d'Italia" (seconda edizione) questa sottospecie è indicata come Helichrysum preslianum  C.Brullo & Brullo, 2009.
Complesso di Helichrysum pendulum: le foglie sono lunghe più di 20 mm (vedi più avanti).

#### Complesso diHelichrysum pendulum
Questo gruppo è caratterizzato da piante perenni suffruticose (la base può essere legnosa) con altezze medie di 1 - 5 dm. Il portamento è corimboso-ramoso con superfici tomentose. Le foglie spesso sono addensate nella metà inferiore. I capolini hanno delle forme emisferiche. Sono presenti delle ghiandole.
I caratteri distintivi del complesso Helichrysum pendulum sono:
- la forma delle foglie inferiori è lineare;
- i capolini sono lunghi 5 - 7 mm con un diametro di 5 - 8 mm;
- gli acheni sono lunghi 0,7 - 1 mm.

Composizione del complesso.
- Helichrysum archimedeum C.Brullo & Brullo, 2011
- Helichrysum errerae Tineo, 1846
- Helichrysum nebrodense Heldr., 1844
- Helichrysum panormitanum Guss., 1844
- Helichrysum pendulum C.Presl, 1826
- Helichrysum saxatile' Moris, 1843

Visione sinottica del complesso.
- 1A: i capolino sono lunghi meno di 5 mm; le foglie basali sono lunghe meno di 20 mm;

Helichrysum errerae  Tineo, 1846 - Perpetuini delle scogliere (vedi 5B).
- 1B:  i capolini sono lunghi più di 5 mm, le foglie basali più di 20 mm;

- 2A: la forma dell'involucro varia da campanulata a subsferica; le brattee involucrali sono colorate da giallo-citrino a giallo dorato;

- 3A: la forma delle brattee involucrali varia da ovate a lanceolate;

- 4A: le piante hanno un aspetto pulviniforme, sono compatte ed addensate con altezze variabili tra 15 - 40 cm;

Helichrysum nebrodense  Heldr., 1844 - Perpetuini delle Madonie (vedi 5A).
- 4B: le piante sono meno dense ma più flessuose con altezze variabili tra 30 - 70 cm;

Helichrysum panormitanum Guss., 1844  - Perpetuini delle scogliere: pianta perenne alta 30 - 50 cm con le brattee esterne colorate di giallo-dorato, acuminate all'apice, con una copertura media (da pubescente a lanosa); la forma biologica è camefita suffruticosa (Ch suffr); il tipo corologico è Endemico; l'habitat tipico sono le rupi marittime, i promontori e le scogliere (non salate); in Italia si trova in Sicilia fino a 500 m s.l.m..
Helichrysum pendulum C.Presl, 1826  - Perpetuini penduli: pianta perenne alta 30 - 50 cm con le brattee esterne colorate di giallo-paglierino, ottuse all'apice e glabre; la forma biologica è camefita suffruticosa (Ch suffr); il tipo corologico è Endemico; l'habitat tipico sono le rupi; in Italia è una specie rara e si trova in Sicilia fino ad una quota compresa tra 600 - 1.600 m s.l.m..
- 3B: la forma delle brattee involucrali (esterne) varia da subrotonda a ellittico-oblunga, quelle interne sono più lineari-lanceolate;

Helichrysum saxatile Moris, 1843 - Perpetuini di Sardegna: il ciclo biologico è perenne; la forma biologica è camefita suffruticosa (Ch suffr); il tipo corologico è Endemico; l'habitat tipico sono le rupi calcaree; in Italia si trova raramente in Sardegna fino ad una quota compresa tra 300 - 1.000 m s.l.m..
- 2B: la forma dell'involucro varia da campanulata a cilindrica; le brattee involucrali sono colorate da giallo-brunastro;

Helichrysum archimedeum C.Brullo & Brullo, 2011 - Perpetuini di Archimede: pianta perenne alta 30 - 50 cm; la forma biologica è camefita suffruticosa (Ch suffr); il tipo corologico è Endemico; l'habitat tipico sono le rupi; in Italia si trova raramente in Sicilia (Monti Iblei orientali) fino ad una quota compresa tra 200 - 600 m s.l.m..

#### Specie della zona alpina
Delle 10 specie  spontanee della flora italiana solo 2 vivono sull'arco alpino. La tabella riporta alcuni dati relativi all'habitat, al substrato e alla distribuzione delle specie alpine.
| Specie | Comunità vegetali | Piani vegetazionali | Substrato | pH     | Livello trofico | H2O   | Ambiente | Zona alpina |
| --- | ----------------- | ------------------- | --------- | ------ | --------------- | ----- | -------- | ----------- |
| H. italicum | 12                | collinare           | Ca - Si   | basico | basso           | arido | C2 F2 G3 | CO BG       |
| H. stoechas | 12                | collinare           | Ca - Si   | neutro | basso           | arido | F2 G3    | CN          |
| Legenda e note alla tabella. Substrato: con “Ca/Si” si intendono rocce di carattere intermedio (calcari silicei e simili). Zona alpina: vengono prese in considerazione solo le zone alpine del territorio italiano (sono indicate le sigle delle province). Comunità vegetali: 12 = comunità delle lande di arbusti nani e delle torbiere Ambienti: C2 = rupi, muri e ripari sotto roccia; F2 = praterie rase, prati e pascoli dal piano collinare al subalpino; G3 = macchie basse |                   |                     |           |        |                 |       |          |             |

### Sinonimi[2]
- Argyrocome Gaertn.
- Cyttarium  Peterm.
- Euchloris  D.Don
- Laphangium  (Hilliard & B.L.Burtt) Tzvelev
- Leontonyx  Cass.
- Lepiscline  Cass.
- Mannopappus  Sch.Bip.
- Pentataxis  D.Don
- Spiralepis  D.Don
- Stoechas  Mill.
- Trichandrum  Neck.
- Virginea  (DC.) Nicoli

## Usi
Si raccoglie tutta la piantina. Nell'elicriso coltivato nei giardini la caratteristica del fiore è che ha i petali secchi e ben si adatta alla conservazione.
Tra le piante aromatiche dell'Area Mediterranea, le specie di elicriso sono note per il loro alto contenuto di metaboliti secondari (in particolare flavonoidi, lattoni sesquiterpenici e terpeni) contenuti nei tricomi ghiandolari delle infiorescenze e delle foglie. Di particolare interesse sono gli oli essenziali, che presentano odori diversi a seconda della specie e dell'ambiente di crescita.
L'Helichrysum italicum è distillato in corrente di vapore per la produzione di un olio essenziale di colore giallo-rossastro dal caratteristico odore di acetato di nerile. L'Helichrysum angustifolium (= H. litoreum) non ha odore e presenta poche ghiandole sulla superficie delle foglie quindi non è idoneo alla distillazione per l'ottenimento di olio essenziale. Attualmente, infatti, non esistono studi approfonditi che riportano dati sulla resa in olio di H. angustifolium. Ad Helichrysum italicum sono attribuite proprietà antiossidanti, antimicrobiche e infiammatorie.